# شرق إفريقيا الألمانية
محمية شرق أفريقيا الألمانية (بالألمانية: Deutsch-Ostafrika) هي مستعمرةٌ كانت تابعةً للإمبراطورية الألمانية وكانت تقع في شرق أفريقيا. ضمَّت المستعمرة مناطق تنجانيقا وراوندا وبوروندي الحديثة، وقد بلغت مساحتها نحو 994,996 كم2، أي ما يعادل نحو ثلاثة أضعاف مساحة ألمانيا الحالية.
ولدت المستعمرة في عام 1885 عقب سيطرة الإمبراطورية الألمانية على مناطق واسعةٍ من شرق أفريقيا، إلا أنَّها انتهت خلال أقلّ من نصف قرنٍ نتيجة خسارة ألمانيا في الحرب العالمية الأولى. قُسِّمت المستعمرة بعدئذٍ فيما بين بريطانيا العظمى وبلجيكا، وتحوَّلت انتداب.

## لمحة تاريخية
وسّع الألمان إمبراطوريتهم، مثل القوى الاستعمارية الأخرى، في منطقة البحيرات الكبرى في أفريقيا، بحجة مكافحة العبودية وتجارة العبيد. على عكس القوى الإمبراطورية الأخرى، لكنها لم تلغها رسميًا، مفضلةً بدلًا من ذلك التقليل من إعداد «مجندين» جدد وتنظيم أعمال الرق الحالية.
بدأت المستعمرة عندما وقع كارل بيترز، المغامر الذي أسس جمعية الاستعمار الألماني، معاهدات مع عدد من زعماء القبائل الأصلية في البر الرئيسي قبالة زنجبار. أعلنت الحكومة الألمانية في 3 مارس 1885، أنها منحت ميثاقًا إمبراطوريًا، وقعه المستشار أوتو فون بسمارك في 27 فبراير1885. مُنح الميثاق لشركة بيترز وكان الغرض منه إقامة محمية في منطقة البحيرات العظمى الأفريقية. وظف بيترز حينها متخصصين بدأوا في استكشاف الجنوب حتى نهر روفيجي والشمال حتى ويتو، بالقرب من بلدة لامو الساحلية.
احتج سلطان زنجبار، مدعيًا أنه حاكم زنجبار والبر الرئيسي. فأرسل المستشار بسمارك خمس سفن حربية وصلت في 7 أغسطس 1885 ووجهت أسلحتها باتجاه قصر السلطان. اتفق البريطانيون والألمان على تقسيم البر الرئيسي بينهما، ولم يكن لدى السلطان أي خيار سوى الموافقة.
فُرض الحكم الألماني بسرعة على باجامويو، ودار السلام، وكيلوة. أُرسلت قوافل توم فون برنس، وفيلهلم لانغيلد، وأمين باشا وتشارلز ستوكس للسيطرة على «شارع القوافل». [بحاجة لمصدر] أُخمدت ثورة أبوشيري لعام 1888 بمساعدة البريطانيين في العام التالي. أبرمت لندن وبرلين عام 1890 معاهدة هليغولاند-زنجبار، التي أعادت هليغولاند إلى ألمانيا وقررت الحدود بين شرق أفريقيا الألماني ومحمية شرق أفريقيا الخاضعة لسيطرة بريطانيا، رغم أن الحدود الدقيقة لم تخضع للمسح حتى عام 1910.
قاوم شعب هيهي، بين عامي 1891 و1894، بقيادة الزعيم مكواوا، التوسع الألماني. لكنهم هزموا لأن القبائل المنافسة ساندت الألمان. بعد سنوات من حرب العصابات، حوصر مكواوا وانتحر عام 1898.
حدث تمرد ماجي ماجي عام 1905، وأخمده الحاكم غوستاف أدولف فون غوتسن، الذي أمر بإحداث مجاعة لسحق المقاومة؛ يتوقع أنها كلفت ما يصل إلى 300,000 حالة وفاة. سرعان ما تبع ذلك فضيحة مع ادعاءات بالفساد والوحشية. لذا عين المستشار برنارد فون بولوف عام 1907، برنارد درنبرغ لإصلاح الإدارة الاستعمارية.
اعتمد المسؤولون الاستعماريون الألمان بشدة على الزعماء الأصليين لحفظ النظام وجمع الضرائب. بحلول 1 يناير 1914، بلغ عدد قوات الحاميات العسكرية في شوتستروبين (قوات الحماية) بالإضافة إلى الشرطة المحلية، في دار السلام، وموشي، وإيرينغا، وماهينغي 110 ضباطًا ألمانيًا (بما في ذلك 42 ضابطًا طبيًا)، و126 ضابط صف، و2472 عسكري (مجندين من السكان الأصليين).

## التنمية الاقتصادية
شجع الألمان التجارة والنمو الاقتصادي. خصصوا أكثر من 100,000 فدان (40,000 هكتار) لزراعة السيزال، الذي كان أكبر محصول تجاري. وزرعت مليوني شجرة بن، ونمت أشجار المطاط على مساحة 200,000 فدان (81,000 هكتار)، وكانت هناك مزارع كبيرة للقطن.
بُنيت سكة حديد أوسمبارا من تانغا إلى موشي، ابتداءً من عام 1888 لطرح هذه المنتجات الزراعية في السوق. غطت سكة الحديد المركزية 775 ميلًا (1247 كم) وربطت دار السلام، وموروغورو، وتابورا وكيغوما. انتهى الربط النهائي للشاطئ الشرقي لبحيرة تنجانيقا في يوليو 1914، وأقاموا احتفال ضخم ومبهج في العاصمة في هذه المناسبة بمهرجان زراعي ومعرض تجاري. بُنيت مرافق الموانئ أو حُسنت برافعات كهربائية، مع وصلها بالسكك الحديدية والمستودعات. أُعيد تشكيل أرصفة الميناء في تانغا، وباغامويو ولندي. في عام 1912، استقبلت دار السلام وتانغا 356 سفينة شحن وباخرة ركاب وأكثر من 1,000 سفينة ساحلية وسفينة تجارية محلية. أصبحت دار السلام مدينة العرض لجميع أنحاء أفريقيا الاستوائية. بحلول عام 1914، كان عدد سكان دار السلام والمقاطعات المحيطة بها 166,000 نسمة، منهم 1,000 ألماني. عاش 3579 ألمانيًا، في جميع أنحاء شرق أفريقيا الألماني.
يعود تاريخ التنقيب عن الذهب في تنزانيا في العصر الحديث إلى الفترة الاستعمارية الألمانية، بدءاً باكتشافات الذهب بالقرب من بحيرة فيكتوريا عام 1894. أنشأت كيروندا-غولدمينين-غيزيلشافت أحد مناجم الذهب الأولى في المستعمرة، وهو منجم ذهب سيكانكي، الذي بدأ العمل عام 1909 بعد العثور على الذهب هناك في عام 1907.

## التعليم

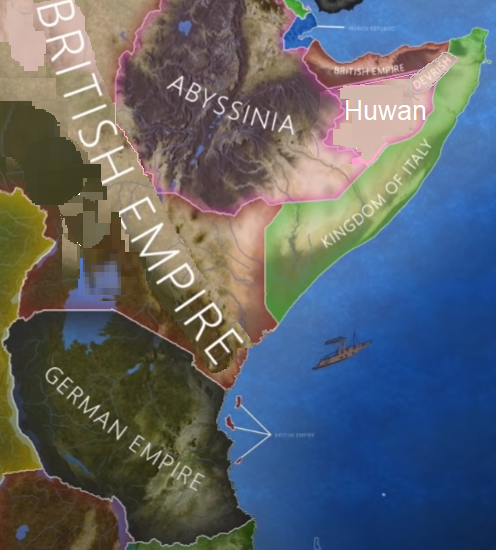
تنزانيا الألمانية

طورت ألمانيا برنامجًا تعليميًا للأفارقة شمل المدارس الابتدائية والثانوية والمهنية.[بحاجة لمصدر] «استوفت المؤهلات التعليمية، والمناهج الدراسية، والكتب المدرسية والمواد التعليمية معاييرًا لا مثيل لها في أي مكان في أفريقيا الاستوائية». في عام 1924، بعد مرور عشر سنوات على بداية الحرب العالمية الأولى وستة أعوام على الحكم البريطاني، أفادت لجنة فيلبس ستوكس الأميركية الزائرة «في ما يتعلق بالمدارس، حقق الألمان الأعاجيب. لن يصل التعليم إلى المعايير التي حققها في عهد الألمان قبل مرور بعض الوقت».
كلمة السواحيلية «shule» تعني المدرسة وهي مشتقة من الكلمة الألمانية «Schule».

## تعداد السكان قبل الحرب العالمية الأولى
كان شرق إفريقا الألماني أكثر مستعمرات الإمبراطورية الألمانية اكتظاظًا بالسكان، كان هناك أكثر من 7.5 مليون مواطن محلي، نحو 30% منهم من المسلمين، والباقي ينتمون إلى معتقدات قبلية مختلفة أو اعتنقوا المسيحية، مقابل نحو 10,000أوروبي، أقاموا بشكل رئيسي في مواقع ساحلية ومساكن رسمية. في عام 1913، عاش 882 مزارعًا ألمانيًا الألمان فقط في هذه المستعمرة. عمل حوالي 70,000 أفريقي في مزارع شرق إفريقيا الألماني.

## معرض صور

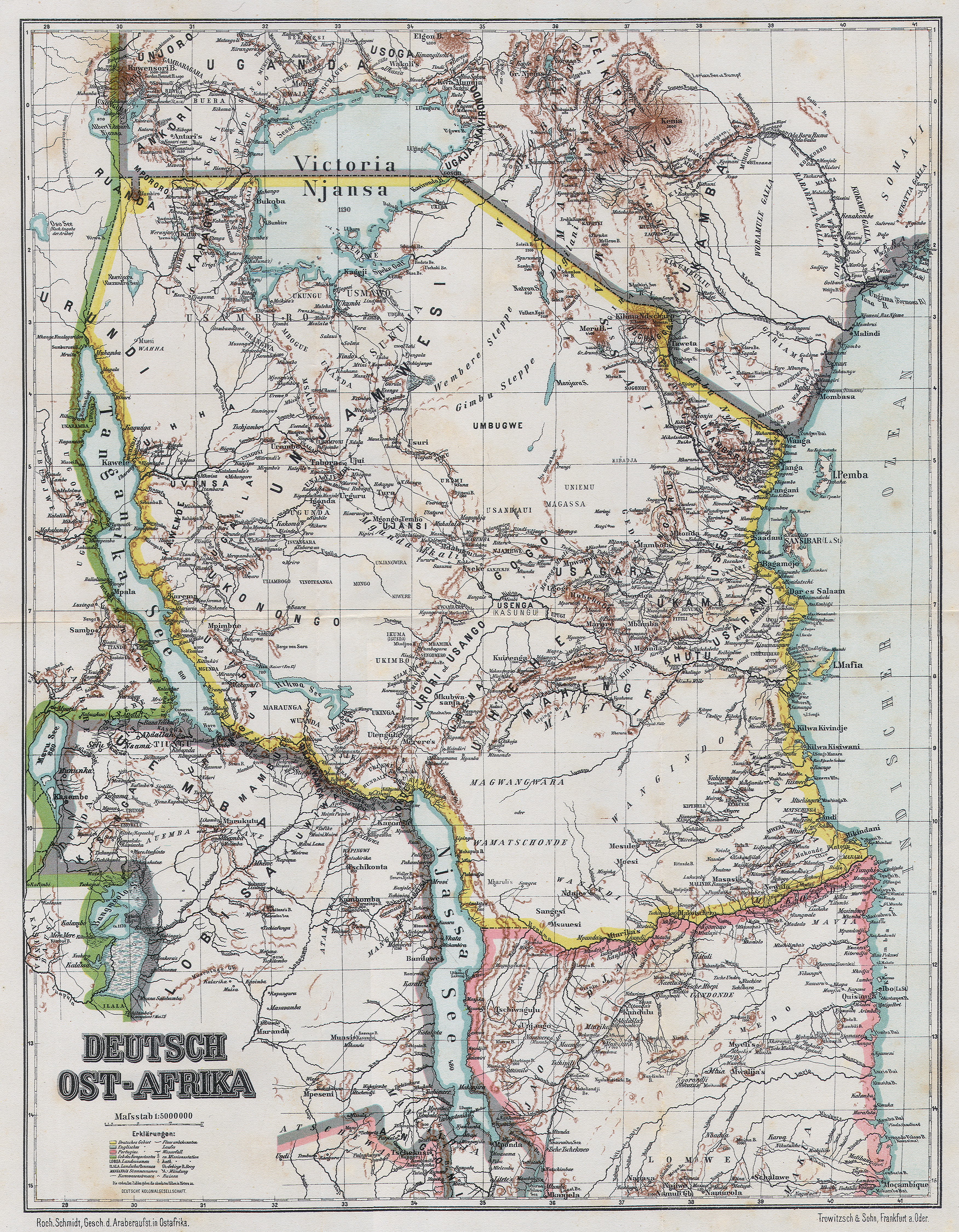
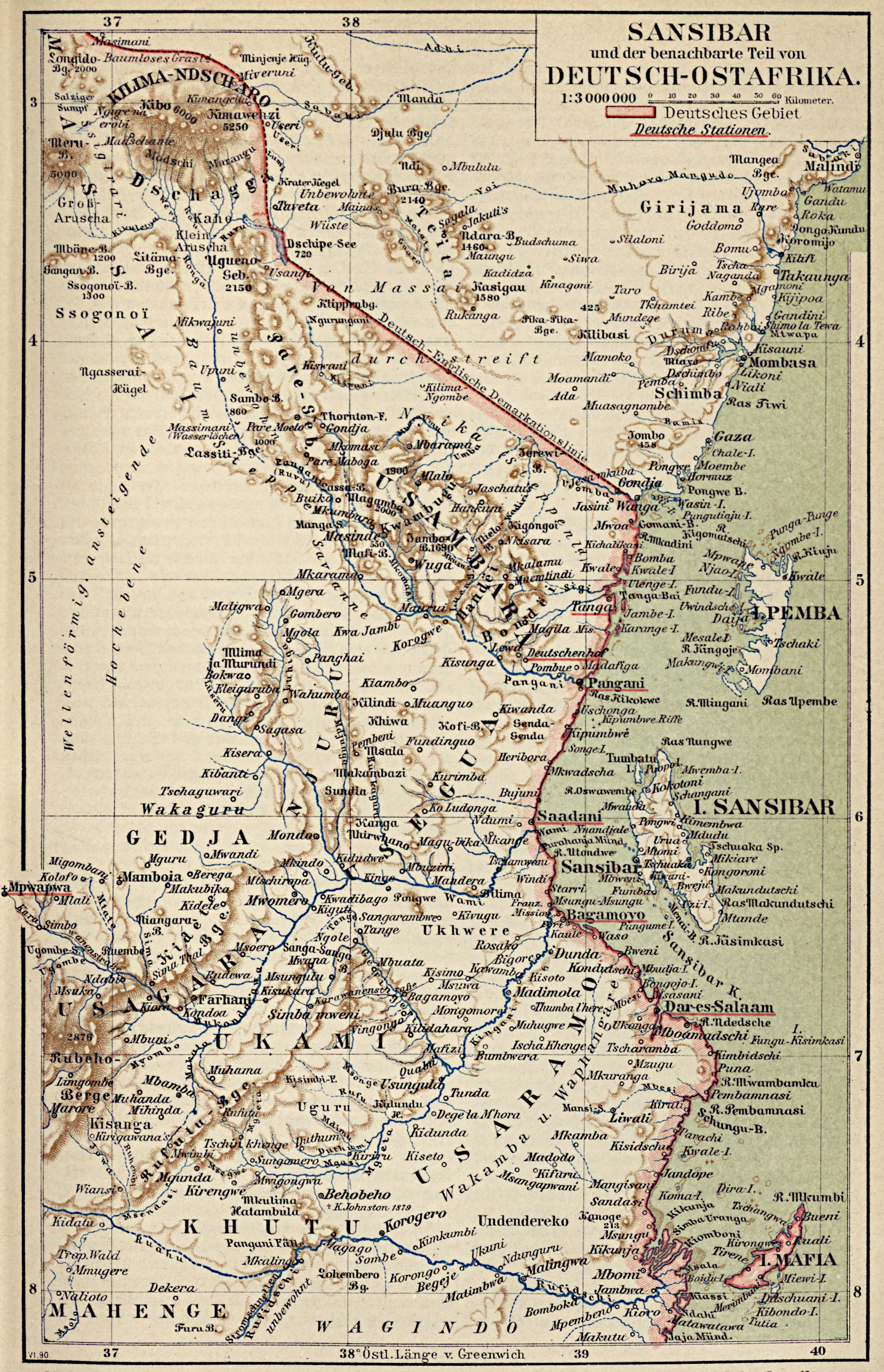
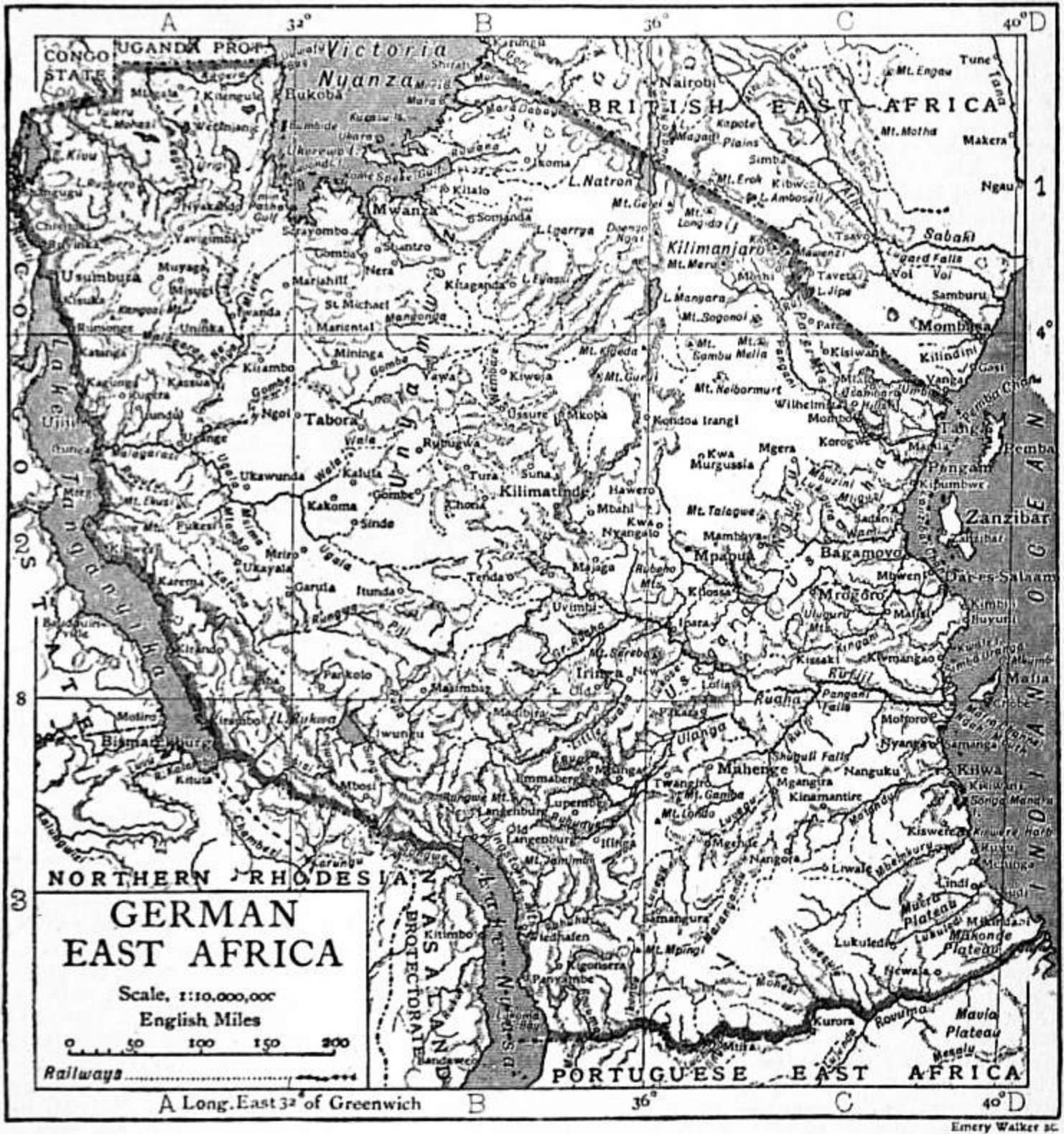
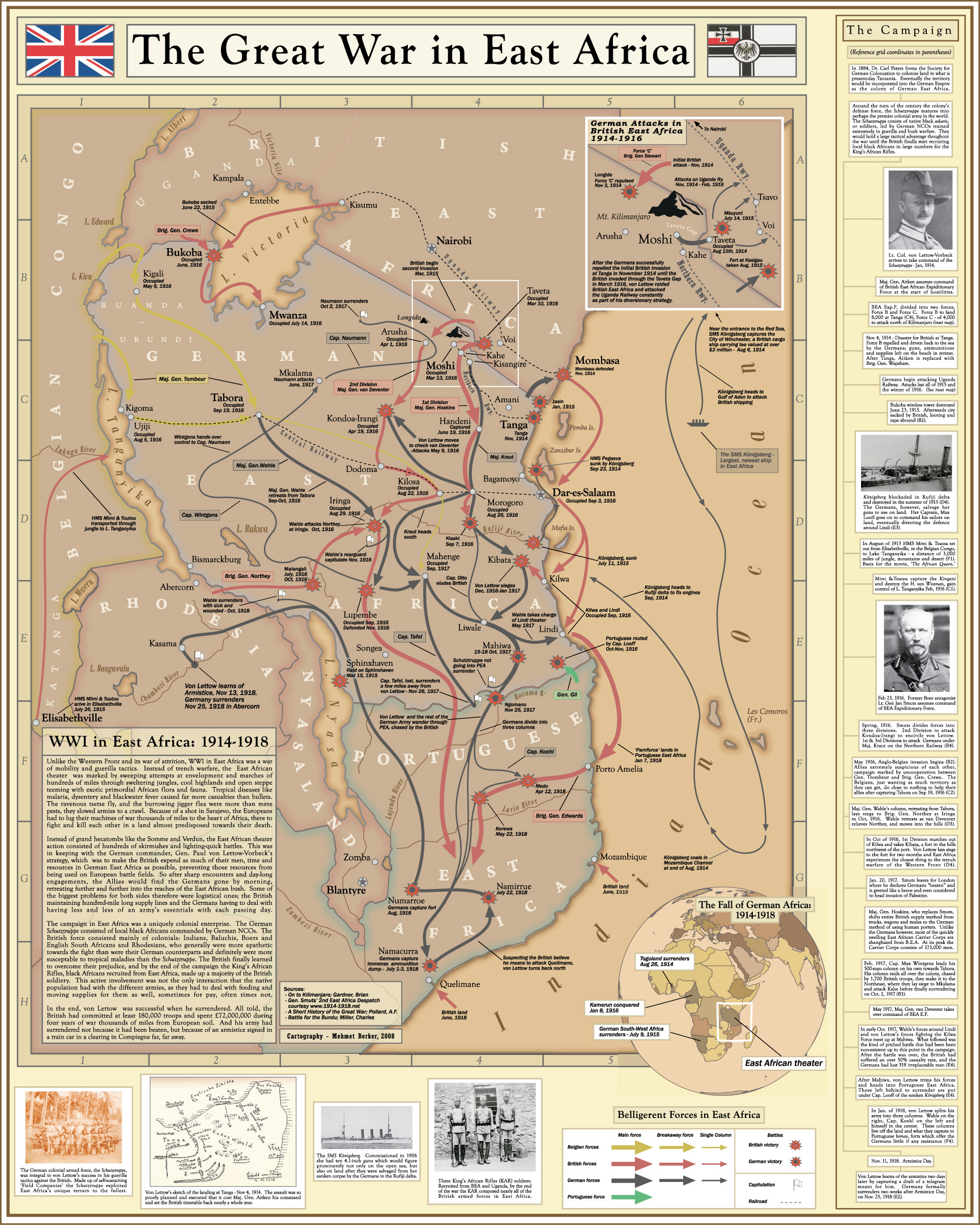